# Lương Sử
Lương Sử là một địa danh liên quan đến hai con phố cổ Hàng Đũa và Hàng Cơm đã mất tên thuộc phố cổ Hà Nội.
Vào thời pháp thuộc, nhìn vào bản đồ quy hoạch thành phố Hà Nội được ghi chép lại vào năm 1936; có thể thấy và dựa theo vị trí của thời điểm hiện tại thì: Voie 243 là Lương sử B; Voie 244 là Lương Sử A; Voie 245 là Lương Sử C.

Bản đồ phố cổ Hà Nội 1936

## Lịch sử
Về đầu đời Nguyễn (đầu thế kỷ XIX), phía đông Văn Miếu có hai thôn Ngự Sử và Lương Sử,thuộc tổng Hữu Nghiêm (sau đổi là tổng Yên Hòa) huyện Thọ Xương; đến giữa thế kỷ XIX hai thôn này hợp nhất lại, gọi chung là làng Lương Sử thuộc tổng Yên Hòa. Đến thời Pháp thuộc, cuối thế kỷ XIX, đại bộ phận làng Lương Sử nằm trong bản đồ nội thành Hà Nội, chỉ có một phần nhỏ là đất ngoại thành thì sáp nhập vào thôn Linh Quang thuộc tỉnh Hà Đông (Nay là đoạn giáp ranh đi từ Lương Sử C vào làng Linh Quang). (Lương Sử và Linh Quang là vết tích của khu vườn hoa của phủ chúa Trịnh; khu vườn hoa xây dựng về đời Hậu Lê đó nay chỉ còn sót lại một ngôi chùa nhỏ, chùa Tiên Tích, ở đường Nam Bộ số 100). Có một số bản đồ cổ vào đầu thế kỷ XX; ví dụ như bản đồ vào năm 1911 ghi chép lại thì họ có ghi chú tên làng là "Lương Xử"; điều này không rõ bản chất gốc của tên làng là "Lương Sử" hay "Lương Xử"?.
Đất Lương Sử nội thành ở bên trong lòng phố Sinh Từ cũ (nay là phố Nguyễn Khuyến), tức là bao gồm mấy con phố nằm bao quanh đó ngày nay là Ngô Sĩ Liên, Trần Quý Cáp, Nguyễn Như Đổ, Ngô Tất Tố, Quốc Tử Giám,... khu vực này từ lâu mang một tên chung chung là khu "Hàng Đũa", do vào thời điểm này những con phố đó vẫn chưa được quy định một cách rõ ràng và đa số là nó đều có tên phố bằng tên các con chữ số (voie...) Trong khi đó đường phố thì chưa được quy hoạch mở mang xong, người dân chỉ có những ngõ ngách nhỏ hẹp thông qua lại các xóm với nhau, người trong xóm có nghề vót đũa tre.
Lương Sử là một xóm làng mà đất thổ cư xen lẫn với ao hồ chi chít quanh co, xóm nọ thông với xóm kia thường phải qua cầu bắc bằng tre và ván gỗ. Không có ruộng cấy lúa, người làng sống chủ yếu bằng nghề thả rau muống trong các hồ ao hái rau phải dùng thuyền thúng; bằng nghề nuôi lợn, chuồng lợn làm ngay trên bờ ao; họ có nghề thủ công là vót đũa tre.
Nơi đây có Đình Lương Sử đã gần 1000 năm tuổi, ngôi đình được xây dựng cùng quần thể kiến trúc Văn Miếu - Quốc Tử Giám. Đình thờ thành hoàng là Phạm Cự Lượng, một viên tướng công thần của vua Lê Đại Hành. Đình Lương Sử ngày nay ngự ở ngõ Lương Sử A, phố Quốc Tử Giám; và đồng thời tại đất của làng Lương Sử cũ theo như ghi chép từ xưa để lại, thì hiện nay vẫn còn ngôi Đền Hàng Cà (ngày nay ngự tại số 8 ngách 26 ngõ 62 phố Trần Quý Cáp, Văn Miếu, Đống Đa, Hà Nội). Lịch sử về ngôi đền Hàng Cà này cũng chưa có nhiều dữ liệu, đa số lịch sử xưa ghi chép lại thì chỉ có thông tin dữ liệu về Đình Lương Sử.
Trên đất làng Lương Sử cũ, chỗ thôn Ngự Sử, có di chỉ dinh Đốc học Hà Nội; năm 1882, dân Hà Nội đã làm lễ tang và chôn tạm Tổng đốc Hoàng Diệu tuẫn tiết theo thành ở cạnh dinh Đốc học và lấy dinh đó làm đền thờ Nguyên Tri Phương và Hoàng Diệu gọi là đền Trung Liệt; đền này năm 1884 Hoàng Cao Khải đưa về dựng lại ở gò Đống Đa bên ngoài ấp Thái Hà.
Cuối thế kỷ XVIII đến thời Vua Tự Đức thế kỷ XIX xung quanh Văn Miếu - Quốc Tử Giám có khá nhiều trường học. Sở dĩ khu vực này nhiều trường học vì Văn Miếu là nơi thờ Khổng Tử, còn Quốc Tử Giám, trường học lớn và uy tín bậc nhất thời đó, thường xuyên tổ chức các buổi bình văn, thuận tiện cho học trò đến nghe. Học trò các tỉnh về theo học rất đông, vì thế dân các làng: Ngự Sử, Lương Sừ (nay là ngõ Lương Sử A, phố Quốc Tử Giám), Tả Biên Giám (nay thuộc phố Văn Miếu), làng Cổ Thành (nay là phố Phan Phù Tiên)... đã mở nhà trọ cho học trò thuê. Họ dựng các dãy nhà lá, chia thành từng gian nhỏ, mỗi dãy có vại nước mưa để uống và đun nước pha chè; tắm rửa thì khách trọ phải ra ao làng.
Những năm triều đình mở khoa thi thì sĩ tử thập phương đến trọ đông gấp bội. Có trò mang gạo củi tự nấu nướng (vì thế có câu "cơm niêu nước lọ"), trò con nhà khá giả thì ăn cơm hàng. Để phục vụ cho loại học trò này, các bà, các cô có nghề bán cơm ở làng Tương Mai đến Tả Biên Giám thuê nhà mở quán bán cơm nên dân Thăng Long gọi là phố Hàng Cơm (nay là đoạn cuối phố Quốc Tử Giám ngã ba giao với phố Văn Miếu).

Ngã ba phố Quốc Tử Giám và phố Văn Miếu đầu thế kỷ 20

Do vậy nên làng Lương Sử xưa trước khi được phân chia phố xá như ngày nay, thì khu phố này cũng được gắn liền với hai con phố đã mất tên thuộc khu phố cổ Hà Nội là Hàng Cơm và Hàng Đũa.

Ảnh chụp trên cao khu phố cổ Hà Nội TK XX

Đến thời Pháp, khi đất làng Lương Sử được đánh tên phố vào bản đồ của thành phố Hà Nội thì cũng có những chương trình quy hoạch mở mang khu tứ giác nằm giữa mấy đường phố dự kiến là Sinh Từ (nay là phố Nguyễn Khuyến) - Lý Thường Kiệt (nay là phố Ngô Sĩ Liên) - Đinh Tiên Hoàng (nay là phố Trần Quý Cáp). Khu vực này sẽ là khu cư dân mới dành cho người Việt Nam (kế hoạch 1933). Mấy năm sau (1936) lại có dự án mở rộng khu nhà ga Hàng Cỏ, xây lại nhà ga hàng hóa ở phía Hàng Đũa và mở nhiều đường phố lớn cho xe tải ra vào nơi đây. Năm 1940, thành phố cho xây một trạm cấp nước trên một diện tích rộng 12.500 mét vuông đào hai giếng bơm nước, cung cấp cho khu vực này.

Ga Hàng Cỏ

Từ khi có nhà ga Hàng Cỏ (năm 1902) đầu thế kỷ 20, thì khu vực Lương Sử tức là khu Hàng Đũa đã bắt đầu sầm uất hơn, tập trung đông dân tứ chiếng các nơi họ đổ dồn về làm đủ các mọi ngành nghề: buôn thúng bán bưng, làm quà rong, bốc vác hàng ngoài ga, kéo xe, có cả bọn băng nhóm lưu manh hành nghề cướp bóc, bảo kê,...
Cho mãi đến năm 1945, Lương Sử nói chung vẫn còn là nơi xóm ngõ nghèo, trong làng chưa có mấy thay đổi khác trước. Về sau thêm nhiều nhà quây quần thành mấy xóm, mỗi xóm mở thêm lối đi ra, bấy giờ mới thành ngõ Lương Sử A, Lương Sử B, Lương Sử C nằm trên phố Quốc Tử Giám. Năm 1944, máy bay Mỹ oanh tạc khu nhà ga, mấy ngõ Lương Sử cũng bị thiệt hại lây.

Cổng chính Ga Hàng Cỏ khi chưa bị đánh phá

Trong thời kỳ tạm chiếm (1948-1954) người đến ở các xóm ngõ thêm đông, người ta làm nhà ở dọc đường phố Quốc Tử Giám và dọc theo các ngõ đi vào; có mấy ngôi nhà gác ở mặt đường. Chỗ gần trạm cấp nước có xưởng nhuộm Tô Châu, một xí nghiệp lớn đến lập nghiệp giữa một xóm cư dân nghèo; nhiều nhà kinh doanh cũng tìm chỗ đặt cơ sở kinh doanh ở khu vực này.
Vào những năm giữa thế kỷ 20, dân cư đổ về Lương Sử với mật độ lớn. Hồ bị lấp dần và trở thành phố phường đông đúc. Cho nên đến thời điểm hiện tại thì diện tích của những ngôi nhà ở trong các con phố, ngõ thuộc Lương Sử ngày xưa đa số là rất rất nhỏ, có những hộ chỉ có vài mét vuông nhưng ở tới 4 thế hệ (Tứ đại đồng đường) trong một gia đình.

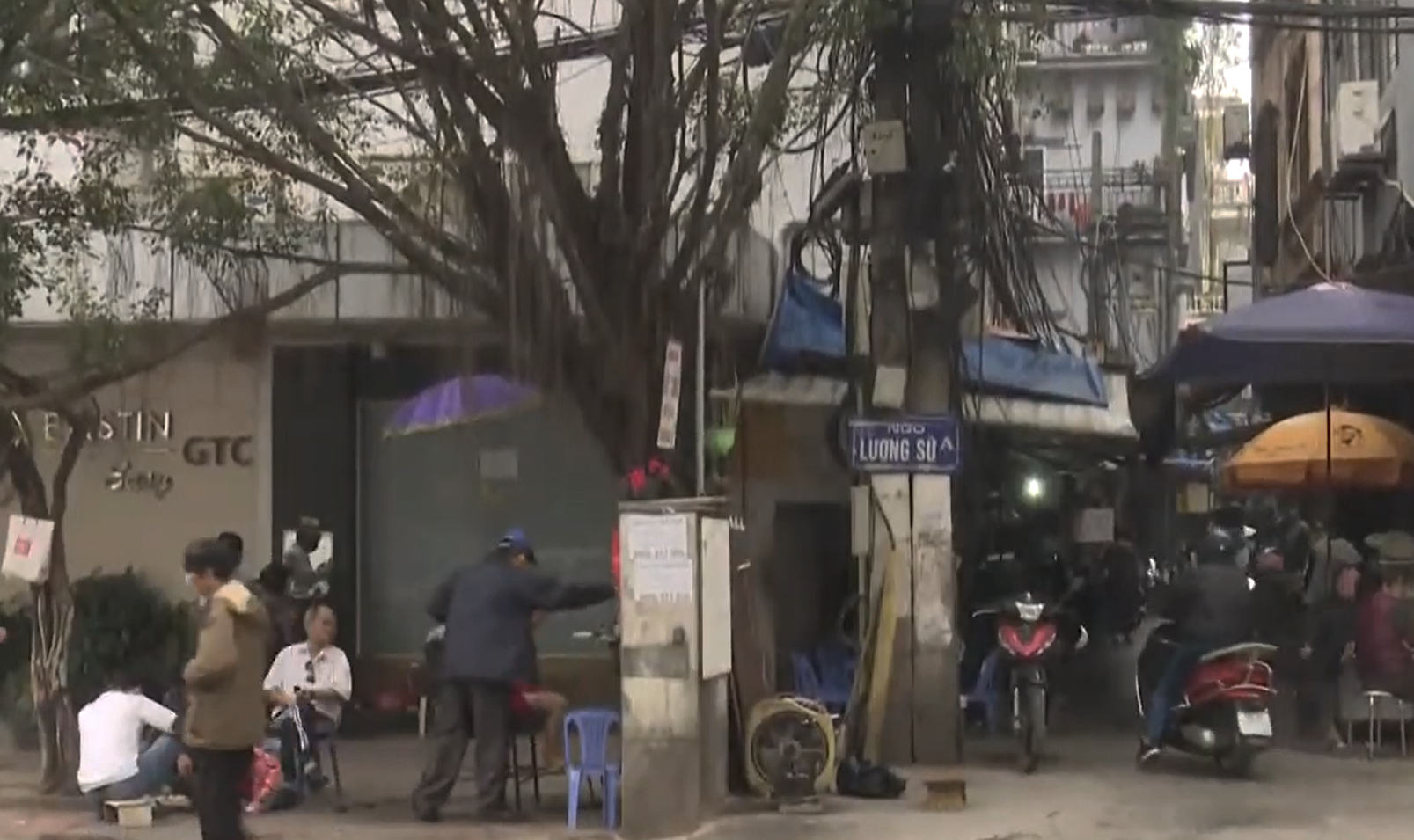
Ngõ Lương Sử ngày nay

Cũng giống như quanh phố Hàng Cháo, Hàng Bột, khu Lương Sử vào thời Pháp cũ có rất nhiều những gia đình, dòng họ, các phường nghề họ đã sinh sống ở đây lâu đời; đa số khu vực này tập trung rất đông những người có cùng nguốn gốc ở vùng sơn nam, tỉnh Hà Nội xưa (nay thuộc địa phận Hà Nam). Gia đình họ hàng, họ đều ra Hà Nội từ rất sớm khoảng vào đầu TK20. Đa số thế hệ ông bà, các cụ khi xưa đều có cùng nguồn gốc, làng nghề ra Hà Nội.
Ngày nay khi phố xá đã thay đổi theo thời gian, theo từng thời kỳ, thì di tích làng Lương Sử xưa giờ đây chỉ còn lại là một con ngõ nhỏ mang tên Lương Sử nằm nép mình trong lòng con phố Quốc Tử Giám giữa phố phường đông đúc.

## Nhân vật nổi tiếng
- Phạm Cự Lượng